# Bautismo en la iglesia de Tanum
El Bautismo en la iglesia de Tanum es una pintura al óleo sobre lienzo realizada por la pintora noruega Harriet Backer en el año 1892. Se encuentra en el Museo Nacional de Arte, Arquitectura y Diseño de Oslo (Noruega).

## Descripción
Esta pintura muestra a una mujer joven con un niño en brazos entrando en la iglesia Tanum en Bærum para su bautizo. Una mujer sentada dentro del templo vuelve su cara con curiosidad hacia la puerta. Destaca la luz exterior provocada por el sol que entra en la penumbra de la iglesia. La vista la presenta como si el espectador estuviera dentro del edificio. Las pinceladas empleadas por la pintora muestran desde un realismo en el primer plano hasta el impresionismo del trato dado en los personajes y paisaje del exterior visto a partir de la entrada. Harriet Backer exhibió esta pintura en la Exposición Mundial de Chicago en 1893.

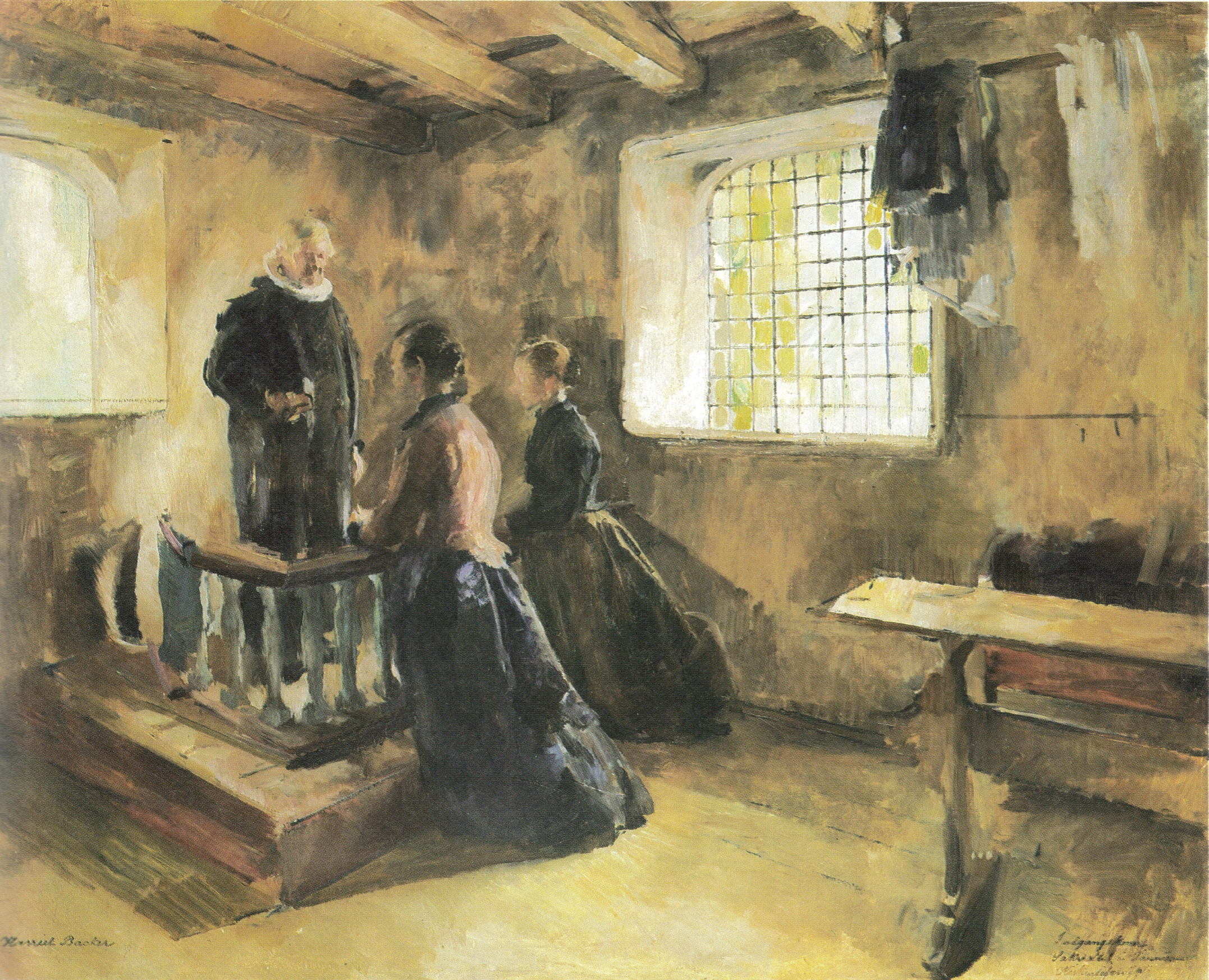
Entrance Wives, Iglesia de Tanum, 1892.

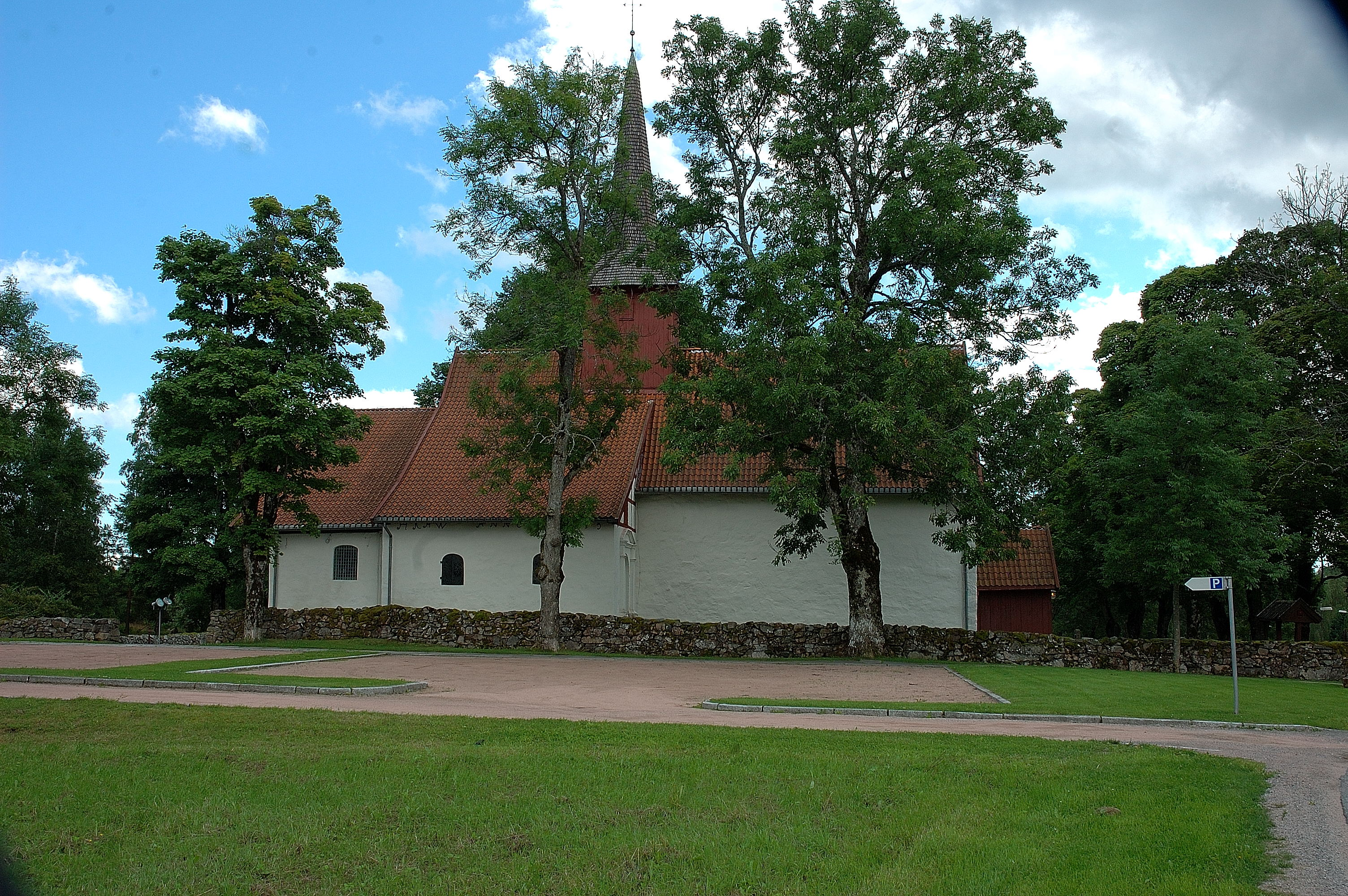
Iglesia de Tanum.

## Obras relacionadas
La pintura es una de una serie de interiores de iglesias que Backer realizó, incluso también hizo otro interior de la misma iglesia, mostrando una costumbre tradicional de la zona, donde las madres eran bendecidas antes de asistir a los servicios religiosos después de dar a luz. Fue pintado en el mismo año y, posiblemente, estaba destinado a ser visto como un recuerdo de su bautizo. La paleta tenue hace hincapié en la diferencia entre el interior con las mujeres que se inclinan delante del clérigo y la explosión de colores que se aprecia, literalmente, «fuera de la iglesia» a través de la ventana. Harriet estaba influida por una tradición pictórica basada en el realismo, pero después de unos años pasados en París (1878-1888) su pintura se volvió hacia un pre-impresionismo.